# سنگ نگاره‌های دیوین دسته ۶
سنگ نگاره‌های دیوین دسته ۶ مربوط به هزاره سوم تا ۶ قبل از میلاد است و در شهرستان همدان، بخش مرکزی، دهستان ابرو، روستای دیویجین، دره دیوین واقع شده و این اثر در تاریخ ۱۵ دی ۱۳۸۷ با شمارهٔ ثبت ۲۴۳۱۲ به‌عنوان یکی از آثار ملی ایران به ثبت رسیده است.